# Raionul Radehiv, Liov
Radehiv (în ucraineană Радехівський район, transliterat: Radehivskîi raion) este un raion în regiunea Liov, Ucraina. Reședința sa este orașul Radehiv.

## Demografie
Componența lingvistică a raionului Radehiv
     Ucraineană (99,55%)
     Alte limbi (0,39%)
Conform recensământului din 2001, majoritatea populației raionului Radehiv era vorbitoare de ucraineană (99,55%), existând în minoritate și vorbitori de alte limbi.